# Ngày lễ công cộng ở Andorra
Bảng dưới đây là danh sách các ngày lễ ở Andorra.
| Ngày            | tên tiêng Anh              | Tên địa phương           |
| --------------- | -------------------------- | ------------------------ |
| 1 tháng 1       | Ngày đầu năm               | Any nou                  |
| 6 tháng 1       | Lễ Hiển linh               | Reis                     |
| Linh hoạt       | Carnival                   | Carnaval                 |
| ngày 14 tháng 3 | Ngày hiến pháp             | Dia de la Constitució    |
| Linh hoạt       | Thứ sáu tốt lành           | Divendres Sant           |
| Linh hoạt       | Thứ Hai Phục Sinh          | Dilluns de Pasqua        |
| Ngày 1 tháng 5  | Quốc tế lao động           | Festa del Treball        |
| Linh hoạt       | Ngày Chúa giáng trần       | Dilluns de Pentecosta    |
| 15 tháng 8      | Lễ Đức Mẹ Lên Trời         | Assumpció                |
| 8 tháng 9       | Quốc khánh                 | Mare de Déu de Meritxell |
| 01 tháng 11     | Lễ Các Thánh               | Tots Sants               |
| 8 tháng 12      | Đức Mẹ vô nhiễm nguyên tội | Immaculada Concepció     |
| 25 tháng 12     | Giáng Sinh                 | Nadal                    |
| 26 tháng 12     | Ngày thánh Stephen         | Sant Esteve              |

Bên cạnh đó, bảy giáo xứ ở Andorra tổ chức các ngày lễ hoặc lễ hội hàng năm của riêng họ. Những ngày này là ngày lễ ở các giáo xứ.
| Ngày                    | Tên                                  | Tổ chức giáo xứ     |
| ----------------------- | ------------------------------------ | ------------------- |
| 4 tháng 8 - 6 tháng 8   | Lễ hội hàng năm Andorra la Vella     | Andorra la Vella    |
| 21 tháng 7 - 23 tháng 7 | Lễ hội hàng năm Canillo              | Canillo             |
| 15 tháng 8 - 16 tháng 8 | Lễ hội hàng năm Encamp               | Encamp              |
| 25 tháng 7 - 26 tháng 7 | Lễ hội hàng năm Escaldes – Engordany | Escaldes-Engordany  |
| 15 tháng 8 - 16 tháng 8 | Lễ hội hàng năm La Massana           | La Massana          |
| 15 tháng 8 - 16 tháng 8 | Lễ hội hàng năm Ordino               | Ordino              |
| 27 tháng 7 - 30 tháng 7 | Lễ hội hàng năm Sant Julià de Lòria  | Sant Julià de Lòria |